# لحماتلة (أولاد عمران)
لحماتلة هو دُوَّار يقع بجماعة كشولة، إقليم الصويرة، جهة مراكش آسفي في المملكة المغربية. ينتمي الدوّار لمشيخة أولاد عمران التي تضم دوار واحد. يقدر عدد سكانه بـ 637 نسمة حسب الإحصاء الرسمي للسكان والسكنى لسنة 2004.

## روابط خارجية
- البوابة الوطنية للجماعات الترابية نسخة محفوظة 12 مارس 2018 على موقع واي باك مشين.
- المندوبية السامية للتخطيط